# Home Again (Michael Kiwanuka)
Home Again è il primo album in studio del cantante britannico Michael Kiwanuka, pubblicato nel marzo 2012.

## Tracce
1. Tell Me a Tale – 4:12
2. I'm Getting Ready – 2:25
3. I'll Get Along – 3:31
4. Rest – 3:52
5. Home Again – 3:30
6. Bones – 3:52
7. Always Waiting – 4:31
8. I Won't Lie – 4:06
9. Any Day Will Do Fine – 3:40
10. Worry Walks Beside Me – 5:02

## Classifiche
| Classifica (2012) | Posizione raggiunta |
| ----------------- | ------------------- |
| Francia           | 3                   |
| Paesi Bassi       | 1                   |
| Regno Unito       | 4                   |